# Debitor
En debitor er en juridisk enhed (person eller organisation), der skylder penge til en kreditor. Hvis fordringen mod skyldneren bliver overdraget til tredjemand kaldes debitor cessus.
| Jura | Spire Denne juraartikel er en spire som bør udbygges. Du er velkommen til at hjælpe Wikipedia ved at udvide den. |